# Derby (Australie)
Pour les articles homonymes, voir Derby.
Derby est une ville d'Australie-Occidentale située dans la région de Kimberley.
Un grand baobab creux situé juste au sud de Derby est réputé avoir été utilisé dans les années 1890 comme prison pour des prisonniers amenés à Derby pour purger leur peine. Cet arbre est toujours debout et est maintenant une attraction touristique.

## Démographie
En 2016, 49,4 % de la population de Derby est aborigène.
69,3 % de la population déclare ne parler que l'anglais à la maison, alors que 5,9 % de la population déclare parler le kriol, 1,0 % le malayalam, 0,7 % le ngarinyin et 0,4 % le maori.